# Carl Teike
Carl Albert Hermann Teike (Altdamm bij Stettin (nu: Szczecin), West-Pommeren), 5 februari 1864 – Landsberg an der Warthe, (nu: Gorzów Wielkopolski), 28 mei 1922) was een Duits componist, kapelmeester en hoornist.

## Levensloop
Teike was de vierde van veertien kinderen van het echtpaar Teike. Kort na de geboorte van Carl vertrok de familie naar Züllchow bij Stettin, waar de vader werkzaam was bij de Vulkan-Werft. Hier kwam hij al vroeg in contact met blaasmuziek door het militaire orkest van het garnizoen Stettin. Hij was leerling van stadkapelmeester Paul Böttcher in Wollin en leerde verschillende blaasinstrumenten bespelen. Teike was zeer getalenteerd, zodat Böttcher hem in het tweede jaar al als solo hoornist als hoornist meenam tot het zogenoemde Kurorchester in de Zeebadplaats Misdroy (nu: Międzyzdroje) aan de Oostzee. Böttcher was al 25 jaar de succesrijke dirigent van dit orkest en Teike speelde er vier jaar mee.
Vanaf 1883 was hij hoboïst in de militaire kapel van het Grenadier-Regiment koning Karl Nr. 123 (5. Würtembergisches) in Ulm die toen onder leiding stond van Julius Schrek. Spoedig vond de getalenteerde en geroutineerde muzikant een verdere aanstelling als hoornist in het stedelijk orkest van Ulm. Dat was vooral een financiële verbetering. De muzikale horizon werd met zekerheid ook uit de vele concertreizen begroot, die hij met het militaire muziekkorps deed en die hem onder andere naar Nederland brachten.
In deze periode schreef hij zijn eerste marsen, onder andere Am Donaustrand. Deze mars werd al spoedig door alle muziekkorpsen van het garnizoen Ulm gespeeld.
Omdat de nieuwe dirigent van de kapel van het regiment, Oelte, vond dat er genoeg marsen in het repertoire waren, was er voor de nieuwe mars Alte Kameraden van Teike naar zijn opvatting geen behoefte ("Marsen hebben wij genoeg. Gooi die maar in de kachel!"). Deze mars werd korte tijd daarna wereldberoemd. Aan het einde van het jaar 1889 nam Teike afscheid van het militaire muziekkorps. Op 23 november 1889 huwde hij met Babette Löser.
Teike stapte vervolgens over naar de politie in Ulm. Op 1 september 1895 werd hij politieagent in de zogenoemde Königliche Schutzmannschaft in Potsdam. Nu had hij ook financiële zekerheid, omdat hij in deze functie ambtenaar was en later een recht op pensioen had. De oude garnizoensstad aan de Havel was voor hem een vruchtbaar terrein, omdat de aldaar gestationeerde muziekkorpsen tot de beste van het oude leger behoorden en hem vanzelfsprekend inspiratie en advies tegelijk gaven. Hier ontstond de, naast de Alte Kameraden, bekendste mars In Treue fest. Zijn compositorische werkzaamheden zijn bewonderenswaardig, omdat hij sinds zijn vertrek naar Potsdam niet meer muzikaal werkzaam was. Met de tijd werd de politieagent, die meestal zijn dienst aan de historische "Bittschriftenlinde" deed, zo bekend en beroemd, dat men zelfs in het buitenland van de muzikale politieagent berichtte, zoals in het Belgische dagblad Le Petit bleu du matin.
Maar Teike deed ook pogingen buiten de marsmuziek en componeerde in 1906 bijvoorbeeld een wals Nur ein Versuch en schreef voor zijn vrouw Babette twintig dansen (mazurka's, polka's), die hij in een album met toewijding samenvoegde. In de strenge winter van 1907 kreeg Teike tijdens een nachtdienst een zware longontsteking, die zijn leven veranderde. Van deze ziekte kon hij niet snel genezen. Hij kuurde in een speciaal sanatorium voor longziekten, waar hij eerst in de zomer 1908 terugkwam. Zijn verzoeken een andere dienst – zonder nachtdiensten – was bij de politie in Potsdam niet mogelijk. Hij kreeg het advies met pensioen te gaan. Met de hulp van de kroonprins kreeg hij vanaf 1 februari 1909 een baan als medewerker bij het districtsbestuur van het district Landsberg an der Warthe. Hij werd met zijn opperste dienstheer, de graaf Clairon d'Haussonville, bevriend.
Teike kreeg van het politiemuziekkorps van New York een dankbrief met een grote foto, voor zijn mooie marsen. Hij bedankte met een nieuwe mars voor dit korps The blue Police. Van het Franse leger kreeg hij een opdracht, meerdere marsen te schrijven.
In de stad Landsberg an der Warthe werd voor hem later een standbeeld neergezet, hoewel hij destijds in een armengraf begraven was.

## Composities

### Werken voor harmonieorkest
- 1885 (Am Donaustrand) later: Prinz Albrecht, mars
- 1889 Alte Kameraden, mars[1]
- 1906 Nur ein Versuch, wals
- 1914 The blue Police, mars (opgedragen aan de politie van New York)
- Abschied der Gladiatoren, mars
- Am Oderstrand
- Auf gut Glück, mars
- Aus allen Deutschen Gauen, mars
- Borussia, mars
- Bruderherz, mars
- Der Fahne nach, mars
- Der Kaiser kommt, mars
- Die alte Garde, mars
- Die Welt ohne Waffen, mars
- Durchhalten!, mars
- Ein Hoch dem Sport, mars
- Ein Hoch der Aviatik, mars

- Fahnengruß, mars
- Fahnenjunker, mars
- Friedensbanner, mars
- Friedensfeier, mars
- Frisch auf, mars
- Frisch gewagt, mars
- Froher Wanderer, mars
- Für Thron und Reich, later: Hohenstaufen-Marsch
- Fürchte nichts!, mars
- Gewagt und gewonnen, mars
- Graf Zeppelin, mars
- Großer Sportmarsch
- Gruß an Potsdam, mars
- Hansa-Marsch, mars
- Heil Potsdam, mars
- Hoch Braunschweig, mars

- Heil Deutschland
- Heldengruß
- Helgolandmarsch
- Hoch soll er Leben
- Hinter dem Schellenbaum
- In Freud und Leid, mars
- In Freundschaft und Treue, mars
- In Treue fest, mars
- Internationaler Marsch
- Jugend heraus, mars
- Jung Deutschland, mars
- Kaiser-Parole, mars
- Kameradentreue, mars
- Kopf hoch, mars
- Kronprinzen, mars
- Mit vollen Segeln, mars

- Neue Kameraden, mars
- Neue Zeiten, mars
- Observiermarsch, mars
- Ohne Furcht und Tadel, mars
- Prinz Wilhelm, mars
- Regimentskameraden, mars
- Schillerfest, mars
- Schneidig an der Tête, mars
- Schneidige Attacke, mars
- Siegesfestmarsch, later: Festmarsch
- Sorgenbrecher, mars
- Treue um Treue, mars
- Twentig dansen (opgedragen aan zijn vrouw Babette)
- Unter Kameraden, mars
- Vor die Front, mars
- Wieder daheim, mars